# Callianthemum sachalinense
Callianthemum sachalinense är en ranunkelväxtart som beskrevs av Kingo Miyabe och Tatewaki. Callianthemum sachalinense ingår i släktet Callianthemum och familjen ranunkelväxter. Inga underarter finns listade i Catalogue of Life.